# Захаревич Валерія Вікторівна
Вале́рія Ві́кторівна Захаре́вич (11 липня 2001) — українська самбістка, чемпіонка України і Європи з бойового самбо. Майстер спорту України з бойового самбо.

## Біографія
Вихованка ДЮСШ № 7 м. Кривий Ріг Дніпропетровської області.
У 2024 році на Кубку світу із самбо у Вірменії виборола золоту медаль з бойового самбо у ваговій категорії до 80 кг, перемігши у фіналі колишню українку, а нині представницю Румунії Катерину Москальову. Того ж року на чемпіонаті Європи із самбо у Новий Сад (Сербія) виборола золоту медаль з бойового самбо у ваговій категорії до 80 кг, перемігши у фіналі Анжелу Гаспарян (Росія).